# Jimmy Bennett
Pour les articles homonymes, voir Bennett.
James Michael Bennett, né le 9 février 1996 à Seal Beach, aux États-Unis, est un acteur et chanteur américain,,.

## Biographie
James Michael Bennett est notamment apparu dans les films Otage, Firewall, Poseidon et Star Trek. En 2009, il a interprété Daniel dans le film thriller Esther. En 2010, il participe à la série américaine Super Hero Family, où il incarne le personnage de J. J Powell. En 2018, il accuse Asia Argento d'agression sexuelle et, moyennant un accord financier, décide de ne pas porter l'affaire devant la justice.

## Filmographie sélective

### Cinéma
- 2002 : École paternelle (Daddy Day Care) de Steve Carr (rôle de Flash / Tony)
- 2004 : Le Livre de Jérémie d'Asia Argento (rôle de Jérémie jeune)
- 2004 : Les Aventures de Petit Gourou (Winnie the Pooh : Springtime with Roo) (rôle de Petit Gourou) (voix)
- 2004 : Le Pôle express film d'animation, Petit garçon seul
- 2005 : Amityville (The Amityville Horror) d'Andrew Douglas (rôle de Michael Lutz)
- 2005 : Otage (Hostage) de Florent Emilio Siri (rôle de Tommy Smith)
- 2006 : Firewall de Richard Loncraine (rôle de Andrew Stanfield/Andy)
- 2006 : Poséidon (Poseidon) de Wolfgang Petersen (rôle de Conor James)
- 2007 : Evan tout-puissant (Evan Almighty) de Tom Shadyac (rôle de Ryan Baxter)
- 2008 : Les Copains des neiges (Snow Buddies) de Robert Vince (rôle de Bouddha) (voix)
- 2009 : Shorts de Robert Rodriguez (rôle de Toe Thompson)
- 2009 : Alabama Moon de Tim McCanlies (en) (rôle de Moon)
- 2009 : Star Trek de J. J. Abrams (rôle de James T. Kirk jeune)
- 2009 : Esther (L’Orpheline au Québec, titre original : Orphan) de Jaume Collet-Serra (rôle de Daniel/Danny)
- 2013 : My Movie Project de Peter Farrelly (rôle de Nathan)
- 2014 : The Goree Girls (en) de Jennifer Aniston (rôle de Logan Smith)

### Télévision
- 2004 : Les Experts (CSI) - saison 4, épisode 83 (rôle de Henry Turner)
- 2010 : Super Hero Family (rôle de J. J Powell)
- 2012 : Perception (rôle d'Alex Willingham)
- 2015 : First Murder (rôle d'Alfie Rentman) (2 épisodes)
- 2015 : A Girl Like Her de Amie S.Weber (rôle de Brian Slater)
- 2016 : Une nuit en enfer
- 2017 : Harry Bosch

## Discographie

### Singles
- 2011 - Over Again